# جيمي كار
جيمي كار (بالإنجليزية: Jimmy Carr)‏ (19 ديسمبر 1893 في المملكة المتحدة - 26 يونيو 1980 في المملكة المتحدة) هو لاعب كرة قدم بريطاني (وحمل سابقاً جنسية المملكة المتحدة لبريطانيا العظمى وأيرلندا) في مركز الهجوم. لعب مع سوانزي سيتي وكوينز بارك رينجرز ونادي ريدنغ ونادي ساوثهامبتون ونادي واتفورد ووست هام يونايتد ونادي ساوثال.